# 年期売
年期売（ねんきうり・年季売・年紀売）とは、中世日本で行われた売買契約の1つ。土地などの対象物件を一定期間に限って売却して代価を受け取り、契約期間満了後には自動的に売主に権利が戻る契約である。
契約が満了すれば、契約書なども不要となって廃棄されるため遺存している物が少ないが、契約期間は10年もしくは20年が多く、30年・50年の例もある。契約期間中に対象物件から見込まれる収益が売却代金及び利息の合計と見合う形での代価によって取引が行われていたと考えられている。また、契約期間中に買主に違約があった場合には売主は本銭返と同じように直ちに買戻しが認められた（本銭弁償文言）のをはじめ、売主の課役負担や抵当物件の処理、入質の設定、罪科文言などの多くの条件が契約を記した証文中に記されていた。
古代の賃租にルーツを求める説もあるが、通説では鎌倉時代に発生したと考えられている。中世の土地売買には今日の売却に相当する永代売、元金をもって買い戻す本銭返、そして年期売があったが、売主である本主の権限が最も色濃く残された年期売が農民層を中心として広く行われていたと考えられている。また、武士社会では恩給地の永代売が禁止されていたが、武士の経済状況の救済を目的として年期売を例外的に認めていた分国法も存在する。
なお、永仁の徳政令では年期売に関する規定はないが、建武政権や室町幕府の徳政令では年期売も対象とされていた。